# Kaffe
Kaffe ist die Reinraum-Implementierung einer Java Virtual Machine (JVM) von Tim Wilkinson, die als freie Software unter der GNU General Public License (GPL) veröffentlicht wird.
Kaffe ist eine schlanke, schnelle und leicht übertragbare (portable) virtuelle Maschine. Verglichen mit Suns Referenzimplementierung der JVM ist Kaffe zwar deutlich kleiner, allerdings zu dieser wegen einiger fehlender Schlüsselfunktionen nicht ganz verträglich (kompatibel). Kaffe kann für viele Prozessorarchitekturen mittels Just-in-time-Kompilierung Maschinensprache übersetzen (kompilieren), mit dem ausgeführte Java-Programme ohne zeitaufwändige Bytecode-Interpretation vergleichsweise schnell und sparsam (effizient) ausgeführt werden können.
Kaffe unterstützt zahlreiche Betriebssystem- und Prozessor-Plattformen, oder genauer dessen Befehlssatzarchitekturen, und wird daher auch als plattformübergreifend beschrieben. Auf vielen ist Kaffe damit die einzige verfügbare virtuelle Maschine für eine Java-Laufzeitumgebung.

## Geschichte
Der Name Kaffe stammt vermutlich daher, dass starker gebrühter Kaffee in den USA auch als Java – nach der Java-Bohne – bezeichnet wird. Kaffe ist die schwedische Bezeichnung für Kaffee, da der Entwickler Tim Wilkinson im Januar 1996 die Arbeit an dem Projekt in Schweden begann.
Anfangs wurde Kaffe als Teil eines anderen Projektes entwickelt. Es wurde so beliebt, dass die Entwickler Tim Wilkinson und Peter Mehlitz die Firma Transvirtual Technologies, Inc. um Kaffe als ihr Vorzeigeprodukt aufbauten. Im Juli 1998 veröffentlichte Transvirtual Kaffe OpenVM unter der GPL. Seither wird es von einer weltweiten Entwicklergemeinde weiterentwickelt.
Nach Entstehung des GNU-Classpath-Projektes flossen Entwicklungen aus der bisherigen Klassenbibliothek von Kaffe in GNU Classpath, die Kaffe nun selber nutzt.

## Belege
1. ↑  README (englisch) – Seite bei GitHub, vom 31. Mai 2011 (Abgerufen am: 14. Dezember 2012)